# Juegos Olímpicos de Lake Placid 1980
Los Juegos Olímpicos de Lake Placid 1980, oficialmente conocidos como los XIII Juegos Olímpicos de Invierno, fueron un evento multideportivo internacional celebrado en Lake Placid, Nueva York (Estados Unidos). Otra ciudad candidata fue Vancouver-Garibaldi, Canadá, aunque se retiró antes de la votación final. Esta fue la segunda vez que Lake Placid alberga unos Juegos Olímpicos de Invierno (también los celebró en 1932).
Participaron 1072 atletas (840 hombres y 232 mujeres) de 37 países. Entre los atletas que se recuerdan están Eric Heiden ganador de 5 medallas en el patinaje de velocidad, y el equipo estadounidense de hockey sobre hielo, que logró una hazaña al vencer a la Unión Soviética en el grupo final (Milagro sobre hielo).

## Antorcha Olímpica

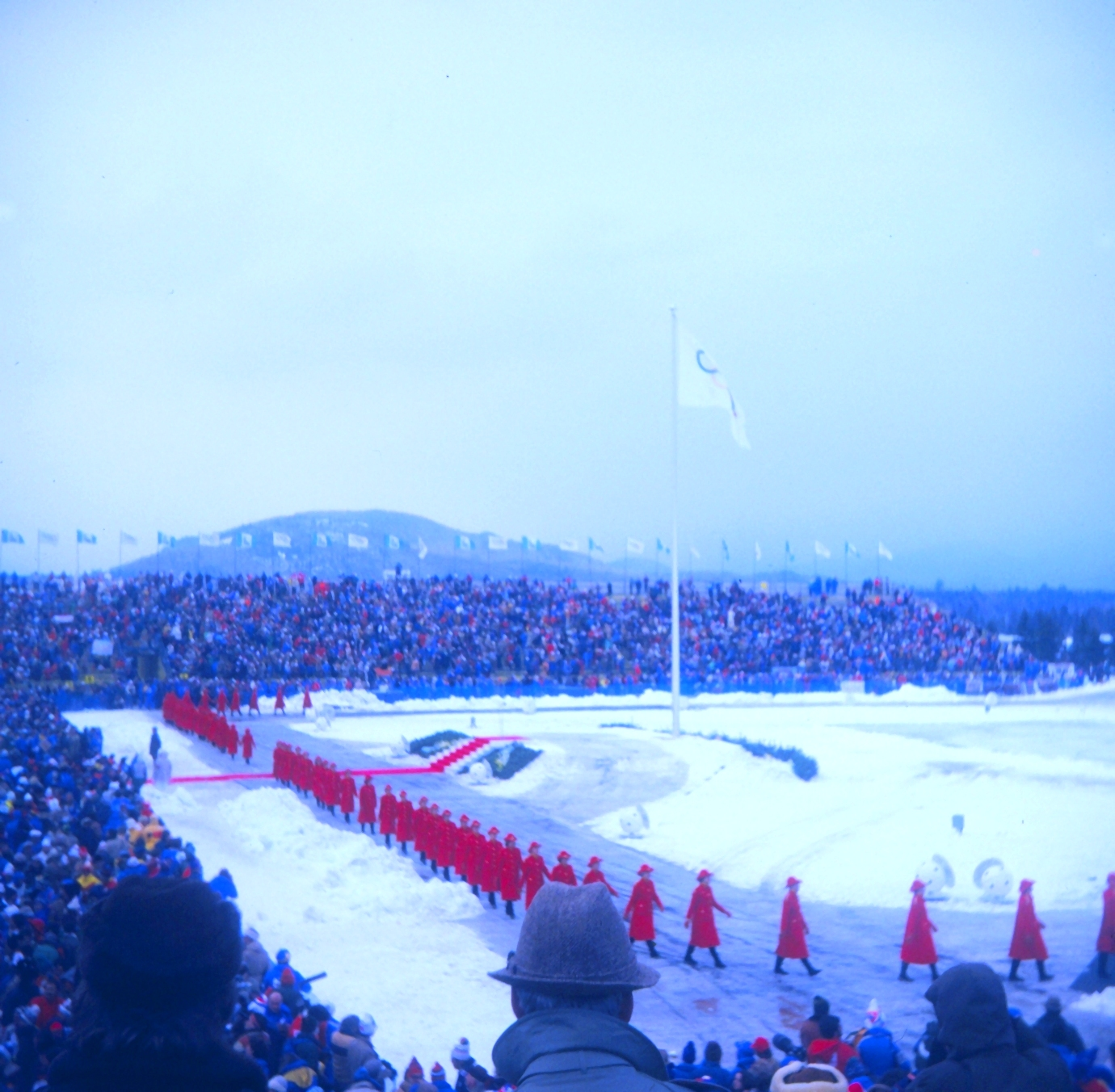
Lake Placid Equestrian Stadium.

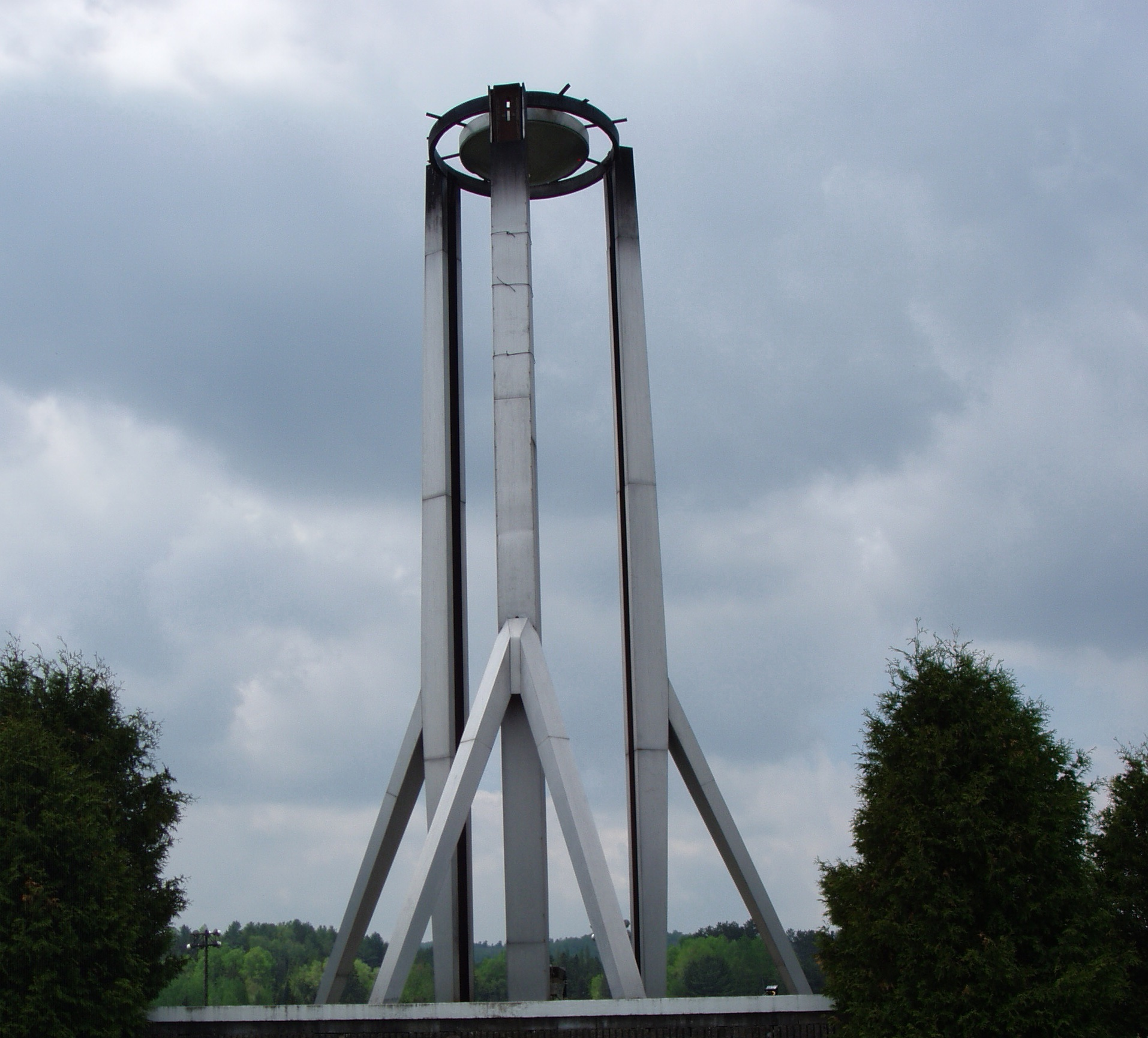
Pebetero de los juegos

Del 30 de enero al 13 de febrero, 52 relevistas llevaron la llama olímpica en un recorrido de 12824 kilómetros que comenzó en Grecia (Olimpia - Atenas) y tuvo una escala técnica en Shannon (Irlanda) antes de pasar a suelo estadounidense. En Estados Unidos, la ruta fue así:
Langley - Washington - Baltimore - Filadelfia - Nueva York - Albany - Lake Placid

## Deportes
| - Biatlón - Bobsleigh - Combinada nórdica - Esquí alpino - Esquí de fondo |  | - Hockey sobre hielo - Luge - Patinaje artístico - Patinaje de velocidad - Saltos de esquí |

## Países participantes
Alemania Occidental, Alemania Oriental, 
], Argentina, Australia, Austria, Bélgica, Bolivia, Bulgaria, Canadá, Checoslovaquia, China, Chipre, Corea del Sur, Costa Rica, España, Estados Unidos, Finlandia, Francia, Grecia, Hungría, Italia, Japón, Líbano, Liechtenstein,  Mongolia, Noruega, Nueva Zelanda, Países Bajos, Polonia, Reino Unido, Rumania, Suecia, Suiza, Unión Soviética y Yugoslavia.

## Medallero
| Núm. | País            | Oro | Plata | Bronce | Total |
| ---- | --------------- | --- | ----- | ------ | ----- |
| 1    | Unión Soviética | 10  | 6     | 6      | 22    |
| 2    | RDA             | 9   | 7     | 7      | 23    |
| 3    | Estados Unidos  | 6   | 4     | 2      | 12    |
| 4    | Austria         | 3   | 2     | 2      | 7     |
| 5    | Suecia          | 3   | 0     | 1      | 4     |
| 6    | Liechtenstein   | 2   | 2     | 0      | 4     |
| 7    | Finlandia       | 1   | 5     | 3      | 9     |
| 8    | Noruega         | 1   | 3     | 6      | 10    |
| 9    | Países Bajos    | 1   | 2     | 1      | 4     |
| 10   | Suiza           | 1   | 1     | 3      | 5     |
| 11   | Reino Unido     | 1   | 0     | 0      | 1     |
| 12   | RFA             | 0   | 2     | 3      | 5     |
| 13   | Italia          | 0   | 2     | 0      | 2     |
| 14   | Canadá          | 0   | 1     | 1      | 2     |
| 15   | Hungría         | 0   | 1     | 0      | 1     |
| 16   | Bulgaria        | 0   | 0     | 1      | 1     |
| 16   | Checoslovaquia  | 0   | 0     | 1      | 1     |
| 16   | Francia         | 0   | 0     | 1      | 1     |
| 16   | Japón           | 0   | 0     | 1      | 1     |
|      |                 | 38  | 38    | 39     | 115   |